# Джон Биско
Джон Биско (на английски: John Biscoe) е английски антарктически мореплавател и изследовател.

## Произход и младежки години (1794 – 1830)
Роден е на 28 юни 1794 година в Енфийлд, графство Мидълсекс, Англия. През март 1812 г., на 17-годишна възраст, постъпва в Кралския военноморски флот и участва в Британско-американската война през 1812 – 1815 г. След войната става капитан на търговски кораб и посещава Индия и Централна Америка.

## Експедиции в Антарктика (1830 – 1834)
През 1830 г. китоловната компания „Самюъл Ендърби & синове“ назначава Биско за ръководител на експедиция, която има за цел търсенето на нови ловни територии в Южния океан. За тази цел са оборудвани два кораба.

### Първа експедиция (1830 – 1832)
През 1830 – 1832 г. извършва околосветско плаване в антарктически води. След като посещава Южните Сандвичеви о-ви и се убеждава, че там няма тюлени, флотилията продължава на изток. В края на януари 1831 г. корабите пресичат Южната полярна окръжност около нулевия меридиан и продължават на изток, като ту се приближават, ту се отдалечават от плаващите ледове. На 24 февруари 1831 г. английските моряци виждат на юг голите върхове на планини, издигащи се над океанския лед. Биско правилно предположил, че това е част от континент и нарича района Земя Ендърби (70°00′ ю. ш. 51°00′ и. д. / 70° ю. ш. 51° и. д.), в чест на своите покровители. На 28 февруари е отбелязан нос, който Биско нарича Кейп Ан; планината на носа, издигаща се на височина 700 m, по-късно е наречена планина Биско. На борда на корабите започват да се появяват първите признаци на скорбут и Биско се насочва към Хобарт в Тасмания, където презимува, преди да замине обратно към Антарктика.
В началото на 1832 г., след извършването на ремонт на корабите, експедицията продължава околосветското си плаване в антарктически води. В района на 80° з.д. Биско и спътниците му отново пресичат Южната полярна окръжност. На 16 февруари, на североизток от Земя Александър I е открит остров Аделейд (67°12′ ю. ш. 68°30′ з. д. / 67.2° ю. ш. 68.5° з. д.). След това на север, на 17 и 18 февруари 1832 г., са открити о-вите Биско (66°00′ ю. ш. 66°00′ з. д. / 66° ю. ш. 66° з. д.), а бреговете зад тях – п-ов Палмър (72°30′ ю. ш. 63°00′ з. д. / 72.5° ю. ш. 63° з. д., в южната част на п-ов Земя Греъм).
Биско става третият човек (след Джеймс Кук и Фадей Белингсхаузен), който преминава на юг от Южната полярна окръжност. През януари 1833 г. експедицията се завръща в Лондон. За награда за своите открития Биско получава златни медали от Лондонското и Парижкото географски дружества.

### Втора експедиция (1833 – 1834)
През лятото на 1833 – 1834 Биско предприема втора експедиция към Антарктида, която се проваля поради влошеното му здравословно състояние.

## Последни години (1834 – 1843)
След оттеглянето си от компанията „Самюъл Ендърби & синове“ Биско отново става капитан на търговски кораб и извършва няколко плавания до Индия и Австралия.
Умира в морето през 1843 година на 49-годишна възраст по време на плаване от Тасмания към Англия.

## Памет
Неговото име носят:
- връх (открит през 1929 от Ялмар Рисер-Ларсен) (66°12′ ю. ш. 51°23′ и. д. / 66.2° ю. ш. 51.383333° и. д.) на Земя Ендърби в Антарктида;
- острови Биско (66°00′ ю. ш. 66°00′ з. д. / 66° ю. ш. 66° з. д.) край северозападните брегове на Антарктическия п-ов в Антарктида;
- два британски кораба.